# Sophia Myles
Sophia Miles (Londres, Inglaterra, 18 de marzo de 1980) es una actriz británica.

## Biografía
Sophia es hija de Peter Myles, un vicario anglicano, y de Jane, una editora, tiene un hermano menor, Oliver quien es salvavidas. El 21 de marzo de 2020 su padre murió luego de contagiase de la peligrosa pandemia COVID-19.
Myles vivió en Notting Hill e Isleworth y sabe hablar alemán y francés.

### Vida personal
De 2004 hasta 2005 salió con el actor Charles Dance (siendo él 34 años mayor que ella). La pareja se conoció mientras trabajaban en Nicholas Nickleby.
Poco después, en 2005, comenzó a salir con el actor escocés David Tennant con quien trabajó en Foyle's War y en la serie Doctor Who, sin embargo el romance se terminó dos años después, en 2007.
También salió con el actor Damian Lewis en el 2005.
En octubre de 2010 Sophia se comprometió con Brent Thomas Funston, un empresario de Texas.
En septiembre de 2014, Myles dio a luz a un niño.

## Carrera
Su primera obra de teatro la realizó en el colegio y fue aceptada en Cambridge para estudiar Filosofía. Fue en esta época cuando, tras una audición para Julian Fellowes, se decidió por la actuación.
Su primer papel fue para la televisión, en una nueva adaptación de "El príncipe y el mendigo" de Mark Twain en 1996. En el año 2001 obtuvo un pequeño papel en From Hell, película interpretada por Johnny Depp. Posteriormente apareció en la película Underworld y su continuación, Underworld: Evolution.
En el 2004 apareció en la película Thunderbirds donde interpretó a Lady Penelope.
Un año después en el 2006 apareció en la película Tristán e Isolda donde dio vida a Isolda.
Volvió a televisión como Madame Pompadour en un capítulo de Doctor Who. También apareció en la adaptación para la BBC de la película Drácula y en 2006 participó en Art School Confidential.
En el 2007 coprotagonizó la serie Moonlight, donde interpretó a la reportera Beth Turner, hasta el final de la serie. Beth es el interés romántico del investigador privado y vampiro Mick St. John interpretado por el actor australiano Alex O'Loughlin. Ese mismo año participó en la película Hallam Foe, donde interpretó a Kate Breck, por su actuación ganó un premio BAFTA, en la categoría de "Mejor Actriz".
En el 2010 se unió a la novena temporada de la serie de espías Spooks en donde interpretó a la oficial del MI5 Beth Bailey hasta el final de la temporada.
En el 2014 apareció como invitada en los últimos dos episodios de la segunda temporada de la serie Crossing Lines donde interpretó a la doctora Anna Clarke, la psiquiatra de la prisión, durante el último episodio de la temporada Anna le dispara tres veces al detective Louis Daniel (Marc Lavoine).
Ese mismo año apareció en la película Transformers: la era de la extinción donde dio vida a la científica Darcy, la asistente geóloga de Joshua un diseñador arrogante que quiere construir sus propios robots.

## Filmografía
Series de televisión:
| Año         | Título                       | Personaje           | Notas                                |
| ----------- | ---------------------------- | ------------------- | ------------------------------------ |
| 2014        | Crossing Lines               | Dra. Anna Clarke    | 2 episodios                          |
| 2014        | Our Zoo                      | Lady Katherine      | 6 episodios                          |
| 2010        | Spooks                       | Beth Bailey         | 8 episodios                          |
| 2007 - 2008 | Moonlight                    | Beth Turner         | 16 episodios                         |
| 2006        | Extras                       | Abogada Defensora   | episodio "Orlando Bloom"             |
| 2006        | Doctor Who                   | Madame de Pompadour | episodio "The Girl in the Fireplace" |
| 2006        | Covert One: The Hades Factor | Sophie Amsden       | tv serie                             |
| 2003        | Coming Up                    | Nina                | episodio "Money Can Buy You Love"    |
| 2002        | Foyle's War                  | Susan Gascoigne     | episodio "A Lesson in Murder"        |
| 2001        | Heartbeat                    | Heather Conway      | episodio "No Hiding Place"           |
| 2000        | Close & True                 | -                   | episodio "Town and Gown"             |
| 1999        | Oliver Twist                 | Agnes Fleming       | 2 episodios                          |
| 1998        | Big Women                    | Safron              | episodio "Saffron's Search"          |
| 1996        | The Prince & the Pauper      | Lady Jane Grey      | 4 episodios                          |

Cine:
| Año  | Título                                       | Personaje                      | Notas                                                                            |
| ---- | -------------------------------------------- | ------------------------------ | -------------------------------------------------------------------------------- |
| 2014 | Transformers: la era de la extinción         | Darcy Tirrel                   | junto a Mark Wahlberg, Stanley Tucci, Nicola Peltz, Kelsey Grammer & Jack Reynor |
| 2013 | Blackwood                                    | Rachel Marshall                | junto a Ed Stoppard, Paul Kaye, Greg Wise '& Joanna Vanderham                    |
| 2013 | Gallows Hill                                 | Lauren                         | junto a Peter Facinelli & Nathalia Ramos                                         |
| 2012 | A Sunny Morning                              | Grace                          | corto - junto a Charlie Cox                                                      |
| 2010 | Etienne                                      | -                              | cameo                                                                            |
| 2008 | Outlander                                    | Freya                          | junto a James Caviezel, Jack Huston & John Hurt                                  |
| 2007 | Mister Foe                                   | Kate Breck                     | también conocida como Hallam Foe - junto a Jamie Bell                            |
| 2006 | Dracula                                      | Lady Lucy Westenra de Holmwood | junto a Marc Warren, Dan Stevens & David Suchet                                  |
| 2006 | Art School Confidential                      | Audrey                         | junto a Anjelica Huston & Max Minghella                                          |
| 2006 | Marple: Sleeping Murder                      | Gwenda Halliday                | junto a Geraldine McEwan, Harry Treadaway & Harriet Walter                       |
| 2006 | Tristán e Isolda                             | Isolda                         | junto a James Franco, Rufus Sewell, Mark Strong & Henry Cavill                   |
| 2006 | Underworld: Evolution                        | Erika                          | junto a Shane Brolly & Kate Beckinsale                                           |
| 2005 | Colditz                                      | Lizzie Carter                  | junto a Damian Lewis, Tom Hardy, Luke Neal & Jason Priestley                     |
| 2004 | Thunderbirds                                 | Lady Penelope                  | junto a Anthony Edwards & Brady Corbet                                           |
| 2004 | Out of Bounds                                | Louise Thompson                | junto a Sophie Ward                                                              |
| 2003 | Underworld                                   | Erika                          | junto a Shane Brolly & Kate Beckinsale                                           |
| 2002 | The Abduction Club                           | Anne Kennedy                   | junto a Matthew Rhys & Alice Evans                                               |
| 2001 | Desde el infierno (película)                 | Victoria Abberline             | junto a Johnny Depp                                                              |
| 2001 | The Life and Adventures of Nicholas Nickleby | Kate Nickleby                  | junto a James D'Arcy, Tom Hiddleston, JJ Feild & Charles Dance                   |
| 1999 | Guest House Paradiso                         | Ninfa                          | aparece brevemente                                                               |
| 1999 | Mansfield Park                               | Susan Price                    | -                                                                                |

Teatro:
| Año  | Título                       | Papel | Director (es)               | Notas                                                                              |
| ---- | ---------------------------- | ----- | --------------------------- | ---------------------------------------------------------------------------------- |
| 2012 | Utopia                       | -     | Max Roberts & Steve Marmion | junto a Tobi Bakare, Laura Elphinstone, Rufus Hound, Pamela Miles & David Whitaker |
| 2011 | 24 Hour Plays Celebrity Gala | Kat   | Steve Macmion               | junto a Rachael Stirling, Robert Glenister & Brendan Coyle                         |
| 2011 | A Sunny Morning as Grace     | Grace | Jacob Proctor               | junto a Charlie Cox                                                                |

Videos musicales:
| Año  | Artista       | Video musical                     |
| ---- | ------------- | --------------------------------- |
| -    | Bush          | Inflatable                        |
| 2002 | Ronan Keating | Love Won't Work (If We Don't Try) |

## Premios
| Año  | Categoría    | Premio                         | Serie      | Resultado |
| ---- | ------------ | ------------------------------ | ---------- | --------- |
| 2007 | Mejor actriz | BAFTA Scotland Award           | Mister Foe | Ganadora  |
| 2007 | Mejor actriz | British Independent Film Award | Mister Foe | Nominada  |